# Mombeekvallei
De Mombeekvallei is een natuurgebied op de grens van Sint-Lambrechts-Herk (gemeente Hasselt) en Alken dat wordt beheerd door Natuurpunt.
Centraal in dit natuurgebied stroomt de Oude Mombeek. Parallel met dit laagst gelegen beekje, dikwijls droogstaand, stroomt de Nieuwe Mombeek vlak bij de steile noordelijke valleiflank. Beide beken stromen in een asymmetrisch dal: de noordelijke helling is veel steiler dan de zuidelijke. Op het plateautje (waterscheiding Mombeekbekken en dat van de Demer) dat de noordelijke helling begrensd, ligt het hoogste punt van de gemeente Hasselt: de NOK. Van daaraf is bij helder weer de toren van de Tongerense basiliek te zien. Aan de westzijde van de expresweg voegt de Mombeek zich bij de Herk. 
In de vallei vindt men herstelde hooilanden, schermbosjes (geplant in 1988, 1989 en 2013) langs de expresweg, oostwaarts het  millenniumbosje, restanten van oude canadapopulieren, ruigten en poelen. Er zijn ook educatieve poelen. Tussen de Oude en Nieuwe Mombeek grazen boerenpaarden. Op Alkens gebied is er een afgedekte vuilstort uit de jaren 1950 en 1960, die nu een heuvel vormt van waaruit men een goed overzicht over de asymmetrische vallei heeft.
Er zijn gemarkeerde wandelpaden aangelegd, met knuppelpaden in de laagste, natte zones.